# Episodi di Hafenpolizei (prima stagione)
La prima stagione della serie televisiva Hafenpolizei è stata trasmessa in anteprima in Germania dalla ARD tra il 7 ottobre 1963 e il 30 dicembre 1963.
| nº | Titolo originale     | Titolo italiano | Prima TV Germania | Prima TV Italia |
| -- | -------------------- | --------------- | ----------------- | --------------- |
| 1  | Marihuana            | inedito         | 7 ottobre 1963    | inedito         |
| 2  | Mord an Bord         | inedito         | 14 ottobre 1963   | inedito         |
| 3  | 100.000 Mark         | inedito         | 21 ottobre 1963   | inedito         |
| 4  | Der chinesische Koch | inedito         | 28 ottobre 1963   | inedito         |
| 5  | Der grosse Zufall    | inedito         | 4 novembre 1963   | inedito         |
| 6  | Die Ausbrecher       | inedito         | 11 novembre 1963  | inedito         |
| 7  | Der blaue Brief      | inedito         | 18 novembre 1963  | inedito         |
| 8  | Die Party            | inedito         | 25 novembre 1963  | inedito         |
| 9  | Die Ölspur           | inedito         | 2 dicembre 1963   | inedito         |
| 10 | Der Blindgänger      | inedito         | 9 dicembre 1963   | inedito         |
| 11 | Der Strandkorbdieb   | inedito         | 16 dicembre 1963  | inedito         |
| 12 | Licht im Wasser      | inedito         | 23 dicembre 1963  | inedito         |
| 13 | Die Falschmünzer     | inedito         | 30 dicembre 1963  | inedito         |